# Goephanes zebrinoides
Goephanes zebrinoides là một loài bọ cánh cứng trong họ Cerambycidae.